# 格雷戈里·布萊特
格雷戈里·阿爾佛雷多維奇·布萊特-施奈德（俄語：Григорий Альфредович Брейт-Шнайдер，羅馬化：Grigory Alfredovich Breit-Shneider，1899年7月14日—1981年9月13日），猶太裔美國物理學家，生於俄羅斯帝國赫爾松省尼古拉耶夫，曾任紐約大學（1929 - 1934）、威斯康辛大學麥迪遜分校（1934 - 1947）、耶魯大學（1947 - 1968）、紐約州立大學水牛城分校（1968 - 1973）教授。1921年曾任保羅·埃倫費斯特的助手。

## 生平
1925年，布萊特和杜武（英語：Merle Tuve）在卡内基科学研究所合作，用脈衝無線電發射機來測量電離層的高度，這種測量技術為雷達的發展奠定了基礎。1929年，布萊特和尤金·維格納發明了相對論性布萊特-維格納分布，以描述粒子共震態。布萊特被認為是第一個描述了質子-質子分散的科學家。布萊特也推導出了布萊特方程。
1934年，布萊特和約翰·惠勒一起描述了布萊特-惠勒過程。1939年，布萊特當選美國國家科學院院士。1940年4月，布萊特對美國國家學院提議美國科學家們應遵守「自我审查」政策，以防止他們的研究成果在二戰中被敵方用於軍事目的。
在二戰前期，阿瑟·康普頓選中了布萊特，讓他來監督第一顆原子彈的早期設計，這項計劃後成為了著名的曼哈頓計劃。但布萊特於1942年請辭，因為他感到工作進展緩慢，而且項目出現過安全漏洞。布萊特的職位由羅伯特·歐本海默接替，歐本海默後來被認命為整個曼哈頓計劃的總指導員。
2014年，倫敦帝國學院的物理學家們提出了一種方法來證實布萊特和惠勒在1934年提出的「將光子轉化為物質」的理論（即「布萊特-惠勒過程」）。
布萊特曾四度擔任物理評論（英語：Physical Review）的副主編，分別是：1927至1929年，1939至1941年，1954至1956年，1961至1963年。
布萊特於1964年被授予富蘭克林獎章，於1967年被授予美國國家科學獎章。

## 外部連接
- Annotated Bibliography for Gregory Breit from the Alsos Digital Library for Nuclear Issues （英文）
- National Academy of Sciences Biographical Memoir （页面存档备份，存于） （英文）